# Тоёока (село)
Тоёока (яп. 豊丘村 Тоёока-мура) — село в Японии, находящееся в уезде Симоина префектуры Нагано. Площадь села составляет 76,85 км², население — 6688 человек (1 августа 2014), плотность населения — 87,03 чел./км².

## Географическое положение
Село расположено на острове Хонсю в префектуре Нагано региона Тюбу. С ним граничат город Иида, посёлки Мацукава, Такамори и сёла Осика, Такаги.

## Население
Население села составляет 6688 человек (1 августа 2014), а плотность — 87,03 чел./км². Изменение численности населения с 1980 по 2005 годы:
| 1980 | 7409 чел. |  |
| 1985 | 7444 чел. |  |
| 1990 | 7254 чел. |  |
| 1995 | 7169 чел. |  |
| 2000 | 7221 чел. |  |
| 2005 | 7068 чел. |  |

## Символика
Деревом села считается сосна густоцветная, цветком — магнолия Кобуси.